# Magistratura onoraria italiana
La magistratura onoraria italiana, nell'ordinamento giudiziario italiano, indica l'insieme dei magistrati onorari.
L'aggettivo "onorario" sta ad indicare che svolge le proprie funzioni in maniera non professionale, poiché di regola esercita la giurisdizione per un lasso di tempo determinato senza ricevere una retribuzione, ma solo un'indennità per l'attività svolta.

## Storia
La prima norma organica sull'ordinamento giudiziario italiano, ovvero la legge 6 dicembre 1865, n. 2626, prevedeva come soggetti dotati di incarichi onorifici solo i "conciliatori" ed i membri del tribunale di commercio; successivamente dopo la riforma avvenuta durante il ventennio fascista col regio decreto 30 gennaio 1941 n. 12, vennero previste le figure del vice pretore onorario e del giudice conciliatore. Dopo la nascita della Repubblica Italiana, accanto alla norma del 1941 che venne mantenuta in vigore, la previsione della magistratura onoraria traeva origine dal disposto dell'art. 106, comma 2 della Costituzione della Repubblica Italiana.
A partire dal secondo dopoguerra la normativa del 1941 venne modificata con l'inserimento della figura del magistrato onorario, contemplata da una serie di norme come il d.lgs 28 luglio 1989, n. 273, la legge 21 novembre 1991 n. 374 e la legge 22 luglio 1997, n. 276, che istituirono rispettivamente il giudice onorario di tribunale, il giudice di pace e il giudice aggregato di tribunale; il successivo d.lgs. 19 febbraio 1998, n. 51 - che sancì la soppressione della figura del pretore ed il riordino delle di lui competenze di quelle del giudice di pace - recava anche una delega per la riforma del settore, che però non venne mai attuata; nel frattempo durante il governo Letta la legge 9 agosto 2013, n. 98 introdusse la figura del giudice ausiliario e durante il governo Renzi una riforma organica venne prevista dalla nuova legge delega 28 aprile 2016, n. 57, attuata dal successivo governo Gentiloni con l'emanazione del d.lgs 13 luglio 2017, n. 116. Successivamente la Corte costituzionale con la sentenza 17 marzo 2021, n. 41 ha dichiarato l'illegittimità della figura istituita dalla norma del 2013 circa le decisioni pronunciate dalle corti d'appello col concorso di questi, stabilendo che tali tribunali potranno comunque avvalersene sino ad una nuova riforma organica e comunque entro il 31 ottobre 2025. La legge di stabilità 30 dicembre 2021, n. 234 ha infine previsto la possibilità della stabilizzazione dei magistrati onorari, previo superamento di un esame e verifica dei requisiti da parte del Consiglio Superiore della Magistratura.

## Il fondamento costituzionale
Nella Costituzione della Repubblica italiana repubblicana l'art. 106 stabilisce che:
2. La legge sull'ordinamento giudiziario può ammettere la nomina, anche elettiva, di magistrati onorari per tutte le funzioni attribuite a giudici singoli.
3. Su designazione del Consiglio superiore della magistratura possono essere chiamati all'ufficio di consiglieri di cassazione, per meriti insigni, professori ordinari di università in materie giuridiche e avvocati che abbiano quindici anni di esercizio e siano iscritti negli albi speciali per le giurisdizioni superiori.»
L'articolo afferma il principio che l'accesso alla magistratura onoraria possa avvenire attraverso altri canali di reclutamento, oltre il concorso pubblico, subordinando però che ciò debba avvenire nel rispetto delle leggi vigenti o nel caso di designazione diretta da parte del Consiglio Superiore della Magistratura.

## Tipologie
Esistono varie tipologie di magistrati onorari, per poteri, funzioni, durata o compensi, accomunati solo dall'esercizio della giurisdizione. Si ricordano, ad esempio:
- Il giudice onorario di tribunale (GOT);
- Il vice procuratore onorario (VPO);
- Il giudice onorario di pace (GOP);
- Il giudice onorario aggregato (GOA);
- Il giudice ausiliario;

Accanto a questi giudici onorari ve ne sono altri che a vario titolo intervengono nel processo, oppure che si occupano di giurisdizioni diverse.
Tra i primi si ricordano:
- i giudici onorari del tribunale per i minorenni, figure esperte nel campo dell'assistenza ai minori che fanno parte del collegio giudicante con potere pari a quello dei giudici di carriera, ma hanno il rango di giudici per un certo periodo di tempo;
- gli esperti della sezione specializzata agraria, cioè esperti di diritto agrario che integrano il collegio della Sezione del tribunale che si occupa di cause agrarie;
- gli esperti del tribunale di sorveglianza ai sensi della legge 26 luglio 1975, n. 354;
- i giudici popolari, ovvero privati cittadini che nelle Corti d'assise e di assise d'appello costituiscono l'organo collegiale giudicante per il tempo strettamente necessario allo svolgimento del processo penale.

Tra i secondi si ricordano:
- i giudici con funzioni di consiglieri di cassazione, designati per meriti insigni dal Consiglio superiore della magistratura, a norma dell'art. 106, comma 3, Cost., attuato dalla legge 5 agosto 1998, n. 303;
- i componenti delle commissioni tributarie, che si occupano di tutte le controversie in materia tributaria in ambito provinciali (primo grado) e regionali (secondo grado).

### Giudice onorario di tribunale
Il giudice onorario di tribunale è previsto dall'art. 43 del regio decreto 30 gennaio 1941, n. 12 come eventuale componente di un tribunale ordinario. La disciplina è stata poi integrata da apposite circolari del Consiglio superiore della magistratura, i requisiti e la nomina sono disciplinati dal decreto del ministero della giustizia del 26 settembre 2007 "Modifica ed integrazione dei criteri per la nomina e la conferma dei giudici onorari di tribunale".
Egli ha competenza in materia civile e penale in tutti i casi in cui la competenza è monocratica, salvo per i reati per i quali è prevista l'udienza preliminare, ovvero di un unico giudice secondo le norme dei codici di rito. La sua durata è di 3 anni rinnovabili per un ulteriore triennio. Essi percepiscono una indennità di 98 euro per l'attività svolta ma, a differenza del giudice onorario di pace, in forma di gettone di presenza per ciascuna udienza svolta, a prescindere dal numero di provvedimenti emessi.

### Vice procuratore onorario
Il vice procuratore onorario (VPO) è un magistrato con funzione inquirente che rappresenta l'ufficio del pubblico ministero in tutte le cause penali di competenza del tribunale ordinario in composizione monocratica, e del giudice di pace, nonché nelle cause civili in cui la legge ne impone la presenza (ad es. nei procedimenti per interdizione). Infatti, il regio decreto 30 gennaio 1941, n. 12 all'art. 72 stabilisce che alle procure della Repubblica presso il tribunale ordinario possano essere addetti magistrati onorari per l'espletamento delle funzioni che sono elencate nell'art. 17 del d.lgs. 116 del 13 luglio 2017, nonché delle altre funzioni a essi attribuite dalla legge.
Essi svolgono le funzioni di pubblico ministero in udienza per delega nominativa del procuratore della Repubblica a cui sono sottoposti gerarchicamente. Infine, possono anche coordinare le indagini dei casi di competenza del giudice di pace. Le funzioni proprie del pubblico ministero sopra descritte, sono delegabili ai vice procuratori onorari. Tale norma dispone che le funzioni del pubblico ministero delegabili ai vice procuratori onorari siano quelle dell'udienza dibattimentale, di convalida dell'arresto nel giudizio direttissimo (funzione delegabile quest'ultima solo a vice procuratori onorari con almeno 6 mesi di esercizio delle funzioni), della richiesta di emissione del decreto penale di condanna ai sensi degli articoli 459, comma 1, e 565 del codice di procedura penale, nonché nelle udienze in camera di consiglio ai sensi dell'art. 127 c.p.p. e nelle altre attività elencate nell'art. 17 del d.lgs. 116 del 13 luglio 2017. A seguito della riforma appena citata non sono più delegabili ai vice procuratori onorari le funzioni del pubblico ministero stabilite dalla legge in materia civile e neppure, nell'udienza dinnanzi al giudice monocratico, i procedimenti per i delitti di cui agli articoli 589 e 590 del codice penale commessi con violazione delle norme per la prevenzione degli infortuni sul lavoro nonché di cui all'articolo 590-sexies del codice penale (c.d. colpa medica). Il comma 3 dell'art. 72 funge da regola di chiusura rispetto alle funzioni delegabili dal procuratore della Repubblica ai vice procuratori onorari, in quanto stabilisce che le funzioni delegabili ai VPO devono essere di norma quelle che fanno riferimento ai procedimenti monocratici avviabili con atto di citazione diretta, cioè quelli in cui è il pubblico ministero a esercitare l'azione penale mediante la citazione a giudizio dell'imputato. Il legislatore nella norma usa la locuzione "si segue il criterio di non delegare le funzioni del pubblico ministero ai VPO e alle altre figure di delegabili descritte nell'art. 72, per i reati diversi da quelli per cui si procede con citazione diretta a giudizio". Tale specificazione si è resa necessaria in quanto l'art. 33-ter, comma 2 del codice di procedura penale dispone che il tribunale giudica in composizione monocratica per tutti i reati che non sono di competenza del tribunale ordinario in composizione collegiale, criterio residuale di attribuzione della competenza, che si basa sull'elencazione contenuta nell'art. 33-bis codice di procedura penale. Tra i reati non compresi in tale elencazione, vi è quello di cui all'art. 589 c.p. (omicidio colposo), per il quale il pubblico ministero non può esercitare la citazione diretta a giudizio, visto il massimo della pena edittale per esso previsto, ma che è di competenza del tribunale in composizione monocratica in quanto non elencato nell'art. 33-bis. Per tali reati il procuratore della Repubblica, dovrebbe seguire il criterio di non delegare le funzioni di pubblico ministero di udienza ai delegabili di cui all'art. 72 del R.D. n. 12/1941 (tra cui vi sono i VPO), tuttavia il mancato rispetto di tale criterio non costituisce motivo di nullità per irregolare costituzione del pubblico ministero (il pubblico ministero è presente, la violazione delle norme di riparto tra pubblici ministero togati ed onorari attiene al regolamento interno della delega delle funzioni da parte del procuratore della Repubblica.

### Giudice onorario di pace
Introdotto come giudice di pace dalla legge 21 novembre 1991 n. 374, in sostituzione del giudice conciliatore, possiede nuove e maggiori competenze, sia nel diritto civile che nel diritto penale.
Riceve un compenso commisurato prevalentemente al numero delle sentenze emesse, e la durata dell'incarico è di quattro anni, rinnovabile per un ulteriore quadriennio.
Ai sensi del d.lgs. 13 luglio 2017, n. 116 ha mutato la propria denominazione in giudice onorario di pace.

### Giudice onorario aggregato
La legge n. 276/1997  stabilì che per diminuire l'arretrato in materia civile, venisse istituito un magistrato onorario chiamato giudice onorario aggregato (detto in acronimo GOA), in numero totale di 1.000 unità, titolare di un'apposita sezione stralcio. Attesa la loro origine finalizzata allo smaltimento dell'arretrato essi dovevano durare 5 anni, prorogabili una sola volta per la durata di un anno.

### Giudice ausiliario
Istituito dal decreto del fare emanato dal governo italiano nel 2013, sono nominati con decreto del Ministro della giustizia, previa deliberazione del Consiglio superiore della magistratura, su proposta formulata dal consiglio giudiziario territorialmente competente nella composizione integrata a norma dell'art. 16 del d.lgs 27 gennaio 2006, n. 25.
Sono scelti tra magistrati ordinari e avvocati dello Stato a riposo, di avvocati e notai a riposo e in attività, di professori universitari in materie giuridiche (1° e 2° fascia) a riposo e in attività, e di ricercatori universitari, sempre in materie giuridiche con limiti di età per gli avvocati e notai in sessant’anni, mentre per magistrati e professori universitari di settantacinque.
Percepiscono ogni tre mesi un’indennità determinata nella misura di € 200 per ciascun provvedimento che definisce il processo, con un tetto massimo di € 20.000 anno, cumulabile anche con eventuali trattamenti pensionistici.

## Figure abolite

### Vice pretore onorario
Previsto dal titolo II del regio decreto 30 gennaio 1941, n. 12, coadiuvava il pretore nelle sue funzioni; per i requisiti vi era l'essere notaio, oppure il possesso del diploma laurea in giurisprudenza e aver compiuto venticinque anno di età. Si era nominati dopo aver sostenuto un corso, e la durata era di tre anni con possibilità di conferma.

### Giudice conciliatore
Istituito dalla legge 6 giugno 1892, n. 261, fu presente in tutti i comuni italiani, sino al 1991. Era nominato con decreto del Primo Presidente della Corte d'appello, su parere del procuratore generale, purché avesse almeno 25 anni di età e non si trovasse in cause di ineleggibilità e incompatibilità. Non riceveva un compenso e la sua competenza era alquanto ridotta, occupandosi esclusivamente di cause civili; inizialmente svolgeva la sua funzione gratuitamente senza percepire indennità, ma poi ne fu stabilito un tetto massimo alle 400 lire nel 1922.

## Dati sugli organici
Secondo i dati del Consiglio Superiore della Magistratura per l'anno 2014, l'organico del personale in servizio dei magistrati onorari e quelli tributari al 2015 può essere così riassunta:
| Qualifica                                  | Posti in organico | Posti coperti |
| ------------------------------------------ | ----------------- | ------------- |
| Giudice di Pace (G.d.P.)                   | 4690              | 2030          |
| Giudice Onorario Aggregato (G.O.A.)        | N.D.              | N.D.          |
| Giudice onorario di tribunale (G.O.T.)     | 2647              | 2021          |
| Vice Procuratore Onorario (V.P.O.)         | 2048              | 1726          |
| Componente privato Tribunale Minorenni     | 750               | 811           |
| Componente privato Corte Appello Minorenni | 362               | 397           |
| Esperto di Sorveglianza                    | 481               | 514           |
| Esperto di Tribunale                       | N.D.              | 23            |
| Magistrati Tributari                       | 4668              | 3277          |